# Синегорье (Коми)
Синегорье (коми Синегорье) — посёлок в Усть-Цилемском районе Республики Коми России. Входит в состав сельского поселения Усть-Цильма.

## География
Посёлок находится в северо-западной части Республики Коми, на правом берегу реки Цильмы, на расстоянии примерно 7 километров (по прямой) к западу от села Усть-Цильма, административного центра района. Абсолютная высота — 46 метров над уровнем моря.

## Население
| 1989 | 2002 | 2010 |
| ---- | ---- | ---- |
| 522  | ↘411 | ↘174 |

Гендерный состав
По данным Всероссийской переписи населения 2010 года в гендерной структуре населения мужчины составляли 47,7 %, женщины — соответственно 52,3 %.
Национальный состав
Согласно результатам переписи 2002 года, в национальной структуре населения русские составляли 90 % из 411 чел.

## Улицы
Уличная сеть посёлка состоит из девяти улиц.